# 4-Way Diablo
4-Way Diablo (в пер. По пути к Дьяволу) — седьмой студийный альбом американской стоунер-рок-группы Monster Magnet, вышедший 6 ноября 2007 года.
После выхода альбома ни одна из его песен не была включена в сет-лист концертных выступлений группы. По словам бессменного лидера Monster Magnet Дэйва Вайндорфа композиции не были предназначены для «живого» исполнения, так как были слишком лиричными. Однако Вайндроф добавил, что он не исключает составление сет-листа с именно треками 4-Way Diablo.

## Список композиций
Слова и музыка всех песен — Monster Magnet, за исключением отмеченного.
| №                   | Название                                                | Длительность |
| ------------------- | ------------------------------------------------------- | ------------ |
| 1.                  | «4-Way Diablo»                                          | 3:19         |
| 2.                  | «Wall of Fire»                                          | 3:44         |
| 3.                  | «You’re Alive»                                          | 4:03         |
| 4.                  | «Blow Your Mind»                                        | 4:27         |
| 5.                  | «Cyclone»                                               | 5:32         |
| 6.                  | «2000 Light Years from Home» (Мик Джаггер, Кит Ричардс) | 4:51         |
| 7.                  | «No Vacation»                                           | 5:01         |
| 8.                  | «I’m Calling You»                                       | 4:21         |
| 9.                  | «Solid Gold»                                            | 5:51         |
| 10.                 | «Freeze and Pixillate»                                  | 4:25         |
| 11.                 | «A Thousand Stars»                                      | 5:29         |
| 12.                 | «Slap in the Face»                                      | 4:26         |
| 13.                 | «Little Bag of Gloom»                                   | 2:18         |
| Общая длительность: | Общая длительность:                                     | 57:47        |

| №   | Название         | Длительность |
| --- | ---------------- | ------------ |
| 14. | «Tomorrow’s Sun» | 5:25         |

## Участники записи
| Monster Magnet - Дэйв Вайндорф — вокал, гитара, продюсирование - Эд Манделл — соло-гитара - Джима Бальино — бас-гитара - Боб Пантелла — барабаны | Другой персонал - Мэтт Хайд — сведение, продюсирование - Крис Рейкестроу — звукорежиссёр, цифровое редактирование - Том Бейкер — мастеринг - Александер фон Вейдинг — арт-директор, дизайнер |

## Позиции в чартах
| Чарт (2007)          | Высшая позиция |
| -------------------- | -------------- |
| Media Control Charts | 81             |
| Sverigetopplistan    | 51             |